# Becherkätzchen
Die Becherkätzchen (Garrya) sind eine Pflanzengattung mit. Sie gehören wie die Aukuben zur Familie der Garryaceae zu der Ordnung Garryales. Die 13 bis 18 Arten sind in der Neuen Welt verbreitet.

## Beschreibung

### Vegetative Merkmale
Bei Garrya-Arten handelt es sich um immergrüne Sträucher oder kleine Bäume, die Wuchshöhen und Pflanzendurchmesser von bis zu 4 Metern erreichen können. Sie haben gegenständige und ledrige, ganzrandige Laubblätter, die an der Unterseite dicht behaart (Garrya elliptica) sein können. Nebenblätter fehlen. Die Blätter sind spitz bis stumpf oder abgerundet und öfters stachelspitzig. Der Blattrand ist oft wellig und leicht umgebogen.

### Generative Merkmale
Garrya-Arten sind zweihäusig getrenntgeschlechtig (diözisch). Die end- oder achselständigen, hängenden, schlanken, langen und seidigen, kätzchenartigen Blütenstände blühen ab der zweiten Winterhälfte bis zum frühen Sommer. Es sind bei den Blüten jeweils verwachsene Deckblätter vorhanden. Die vierzähligen und gestielten männlichen und die sitzenden weibliche Blüten sitzen an verschiedenen Pflanzenexemplaren, Kronblätter fehlen. Männlich Blüten besitzen 4 Staubblätter sowie ein vierteiliges Perianth, die weiblichen ein reduziertes oder zweiteiliges. Der einkammerige Fruchtknoten ist unterständig mit zwei Griffeln mit länglichen, herablaufenden Narben. Die Blüten der männlichen Kätzchen sind auffälliger und in der zweiten Winterhälfte zu sehen. Die weiblichen Pflanzen tragen im Sommer Trauben von blauen bis schwärzlichen, fleischigen Früchten.
Es werden meist bis zweisamige, eiförmige bis rundliche, teils „bereifte“ Beeren mit Narbenresten gebildet die dann eintrocknen.

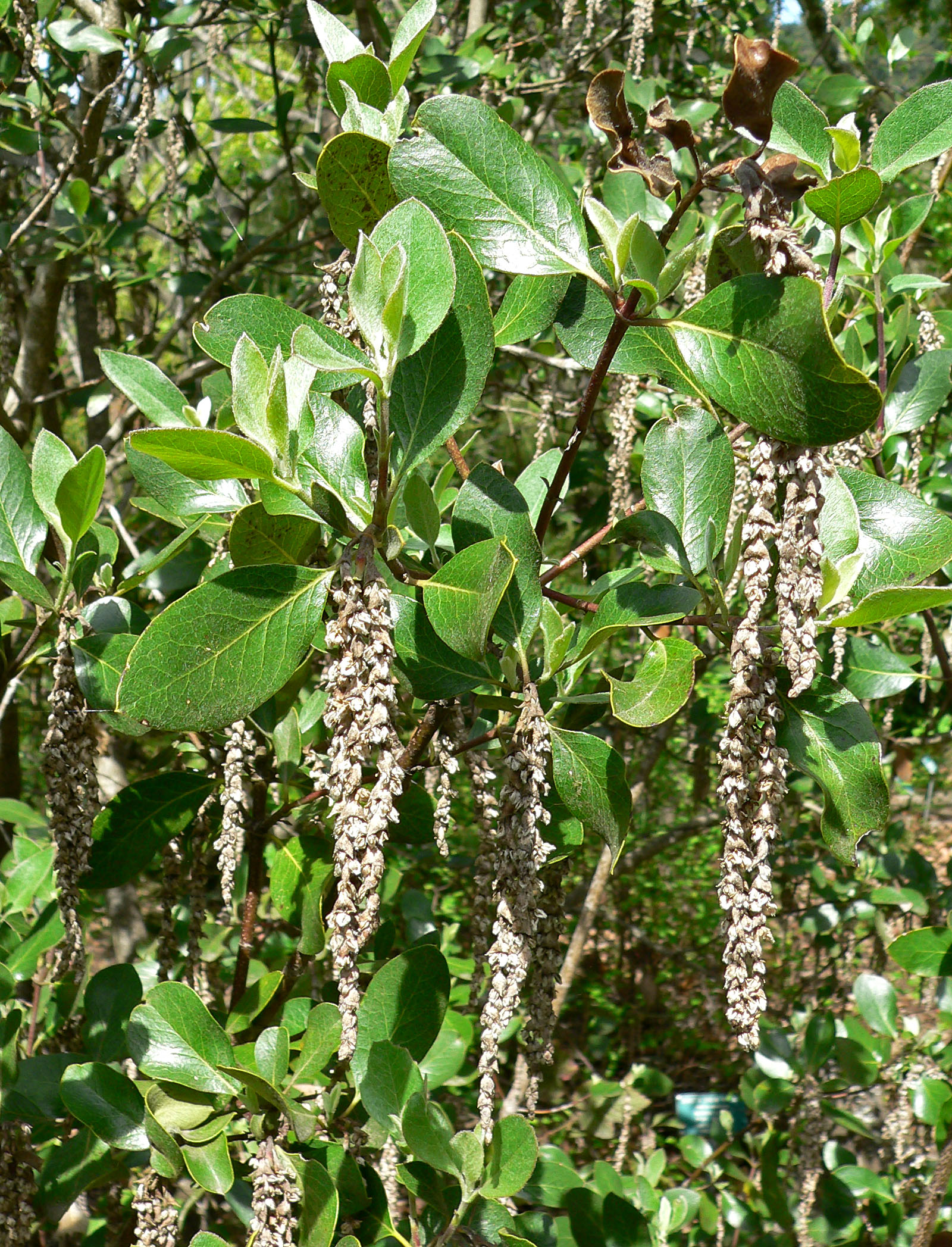
Garrya buxifolia

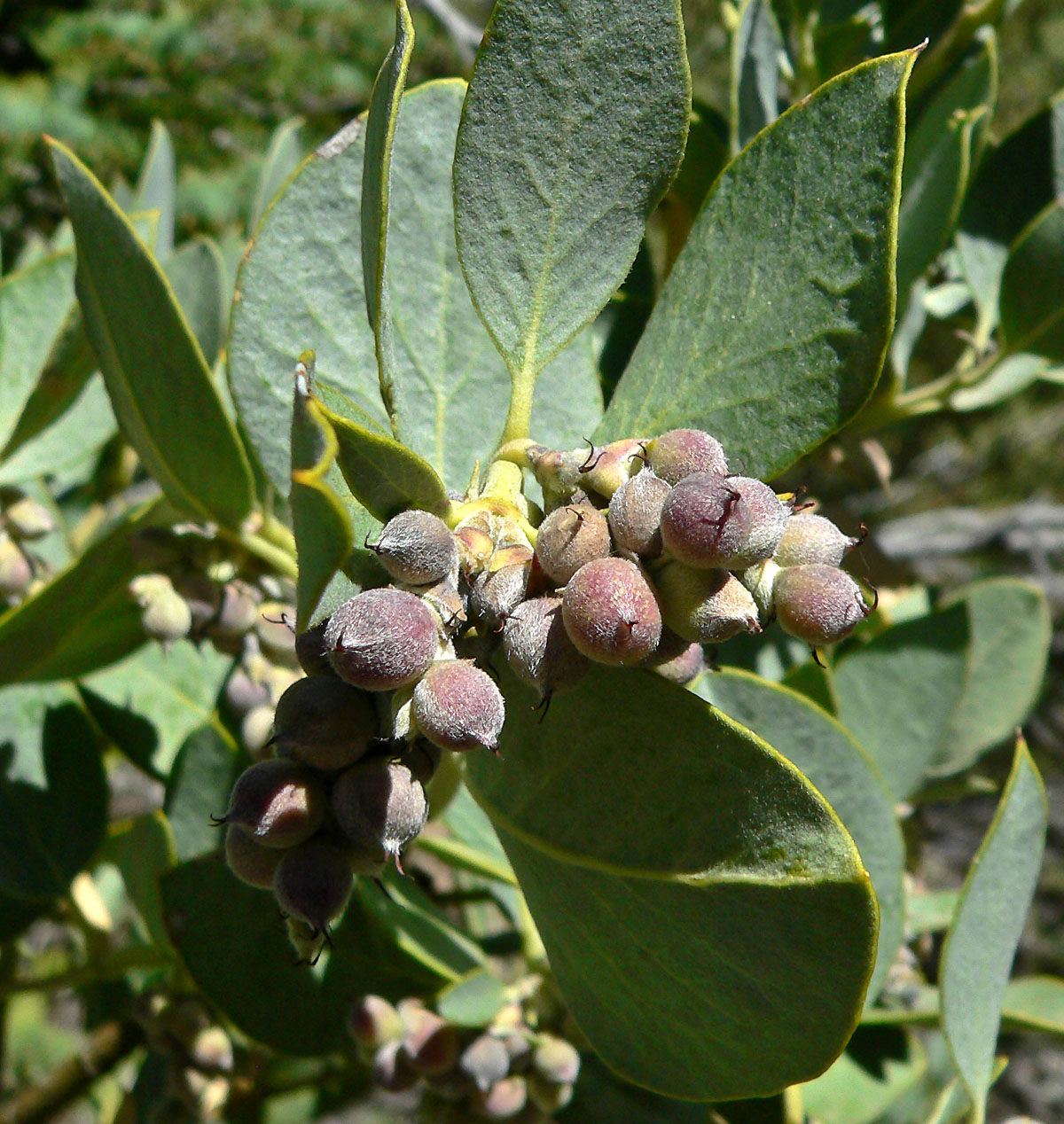
Garrya flavescens mit Früchten

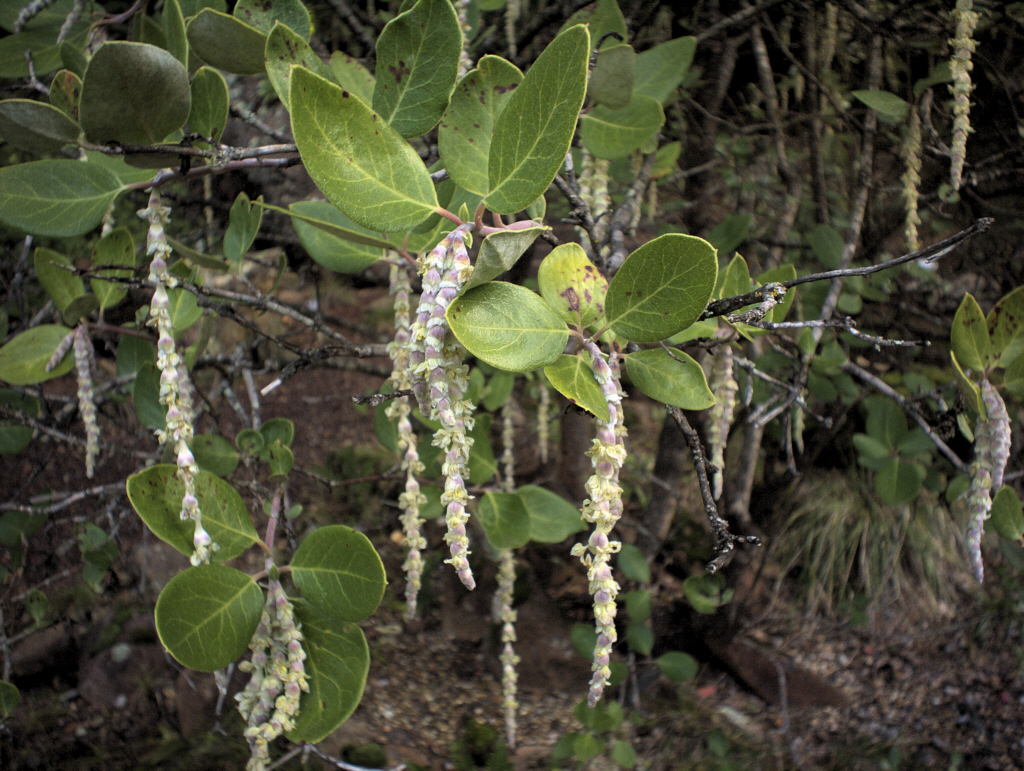
Garrya veatchii

## Systematik und Verbreitung
Das natürliche Verbreitungsgebiet liegt in der Neuen Welt in Kalifornien, West- und Zentralamerika und den Karibischen Inseln. Sie wachsen dort in den Wäldern. In England verwildern sie in Meeresnähe.
In der Gattung Garrya gibt es etwa 16 Arten:
- Garrya buxifolia A.Gray: Sie ist von Oregon bis Kalifornien verbreitet.[2]
- Garrya congdonii Eastw.: Die Heimat ist Kalifornien.[2]
- Garrya corvorum Standl. & Steyerm.: Sie kommt in Guatemala vor.[2]
- Garrya elliptica Douglas ex Lindl.: Sie ist vom westlichen Oregon bis westlichen Kalifornien verbreitet.[2]
- Garrya fadyenii Hook.: Sie kommt auf den karibischen Inseln Kuba, Hispaniola und Jamaika vor.[2]
- Garrya flavescens S.Watson: Sie ist von den südwestlichen USA bis Baja California verbreitet.[2]
- Garrya fremontii Torr.: Sie ist von Washington, Oregon und westlichen Nevada bis Kalifornien verbreitet.[2]
- Garrya glaberrima Wangerin: Sie ist im nordöstlichen Mexiko verbreitet.[2]
- Garrya grisea Wiggins: Sie kommt im nördlichen und zentralen Niederkalifornien vor.[2]
- Garrya laurifolia Benth.: Sie ist mit vier Unterarten von Mexiko bis Zentralamerika verbreitet:[2]
  - Garrya laurifolia subsp. laurifolia: Sie kommt nur in Mexiko vor.[2]
  - Garrya laurifolia subsp. macrophylla (Benth.) Dahling: Sie kommt nur in Mexiko vor.[2]
  - Garrya laurifolia subsp. quichensis (Donn.Sm.) Dahling: Sie kommt in Mexiko, Guatemala, Costa Rica und Panama vor.[2]
  - Garrya laurifolia subsp. racemosa (Ramírez) Dahling: Sie kommt nur in Mexiko vor.[2]
- Garrya longifolia Rose: Sie ist in Mexiko verbreitet.[2]
- Garrya mexicana (Dahling) G.L.Nesom (Syn.: Garrya ovata subsp. mexicana Dahling): Sie kommt nur im südöstlichen Nuevo León in Mexiko vor.[2]
- Garrya ovata Benth.: Sie ist mit vier Unterarten vom südwestlichen Texas und New Mexico bis Mexiko verbreitet:[2]
  - Garrya ovata subsp. goldmanii (Wooton & Standl.) Dahling: Sie kommt vom südöstlichen New Mexico bis zum südwestlichen Texas und den nordöstlichen Mexiko vor.[2]
  - Garrya ovata subsp. lindheimeri (Torr.) Dahling: Sie kommt vom südwestlichen Texas bis zum nordöstlichen Mexiko vor.[2]
  - Garrya ovata subsp. mexicana Dahling
  - Garrya ovata subsp. ovata: Sie kommt im nordöstlichen und südwestlichen Mexiko vor.[2]
- Garrya salicifolia Eastw.: Sie kommt nur im mexikanischen Bundesstaat Baja California Sur vor.[2]
- Garrya veatchii Kellogg: Sie ist von Kalifornien bis Niederkalifornien verbreitet.[2]
- Garrya wrightii Torr.: Sie ist von Arizona und Texas bis zum nordwestlichen Mexiko verbreitet.[2]

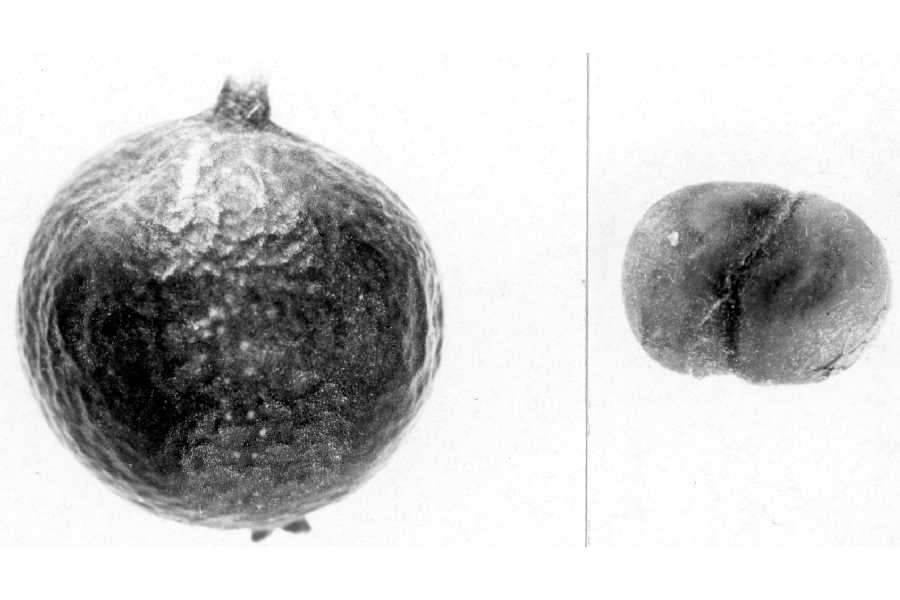
Frucht und Samen von Garrya wrightii

## Nutzung
Garrya-Arten und ihre Sorten werden wegen ihrer ledrigen Blätter und prächtigen Blütenkätzchen geschätzt. Sie bevorzugen gut drainierte Böden und sind dann tolerant in ihren Ansprüchen. Sie gedeihen gut auf mäßig gedüngten, frischen, sonnigen bis halbschattigen Standorten. In kalten Wintern ist Winterschutz angebracht. Die Art Garrya elliptica und ihre Sorte Garrya elliptica ‘James Roof’ gelten als hinreichend winterhart, aber sehr frostempfindlich.

## Bilder

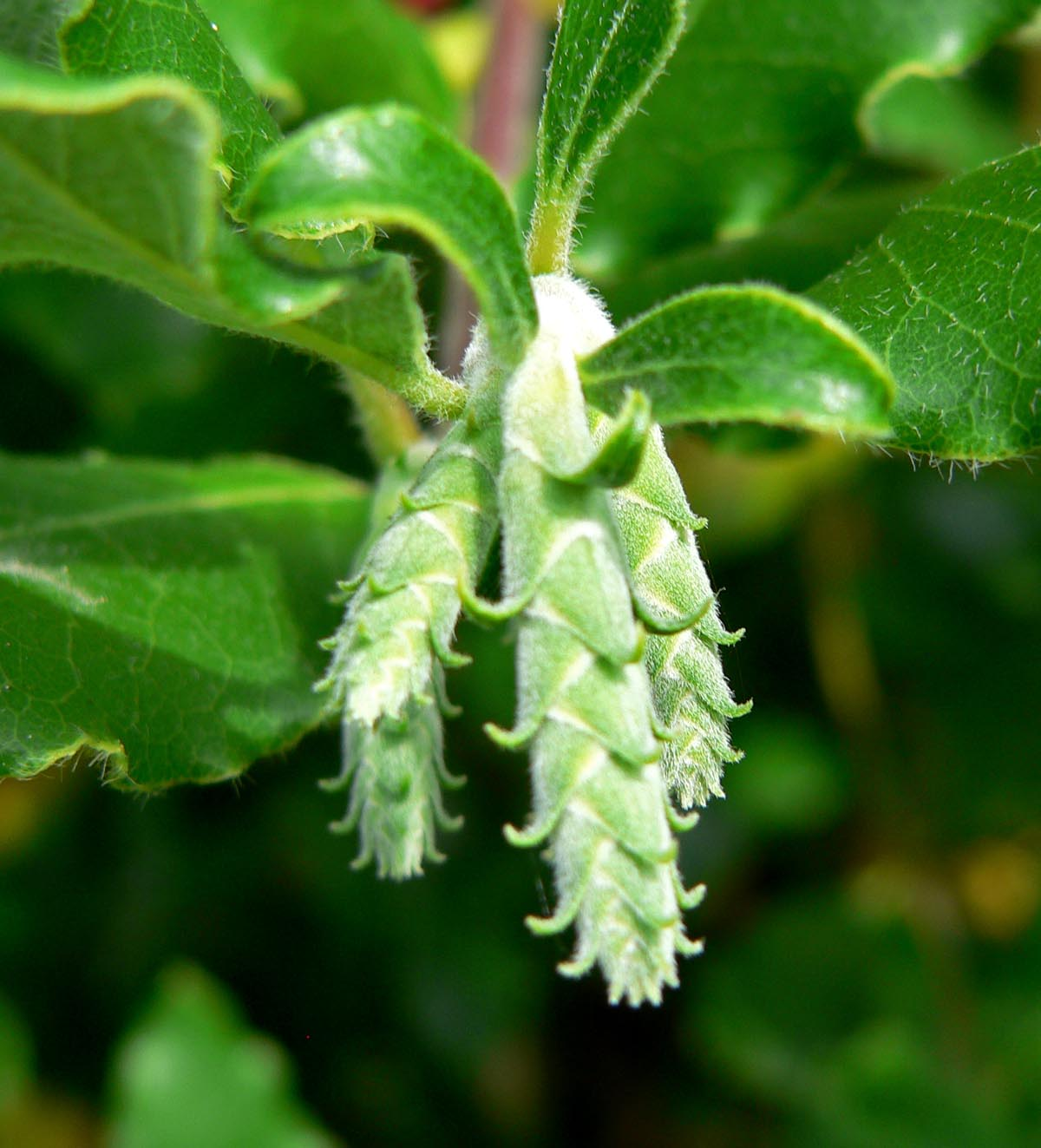
Junge Blütenstände der Sorte Garrya elliptica ‘James Roof’
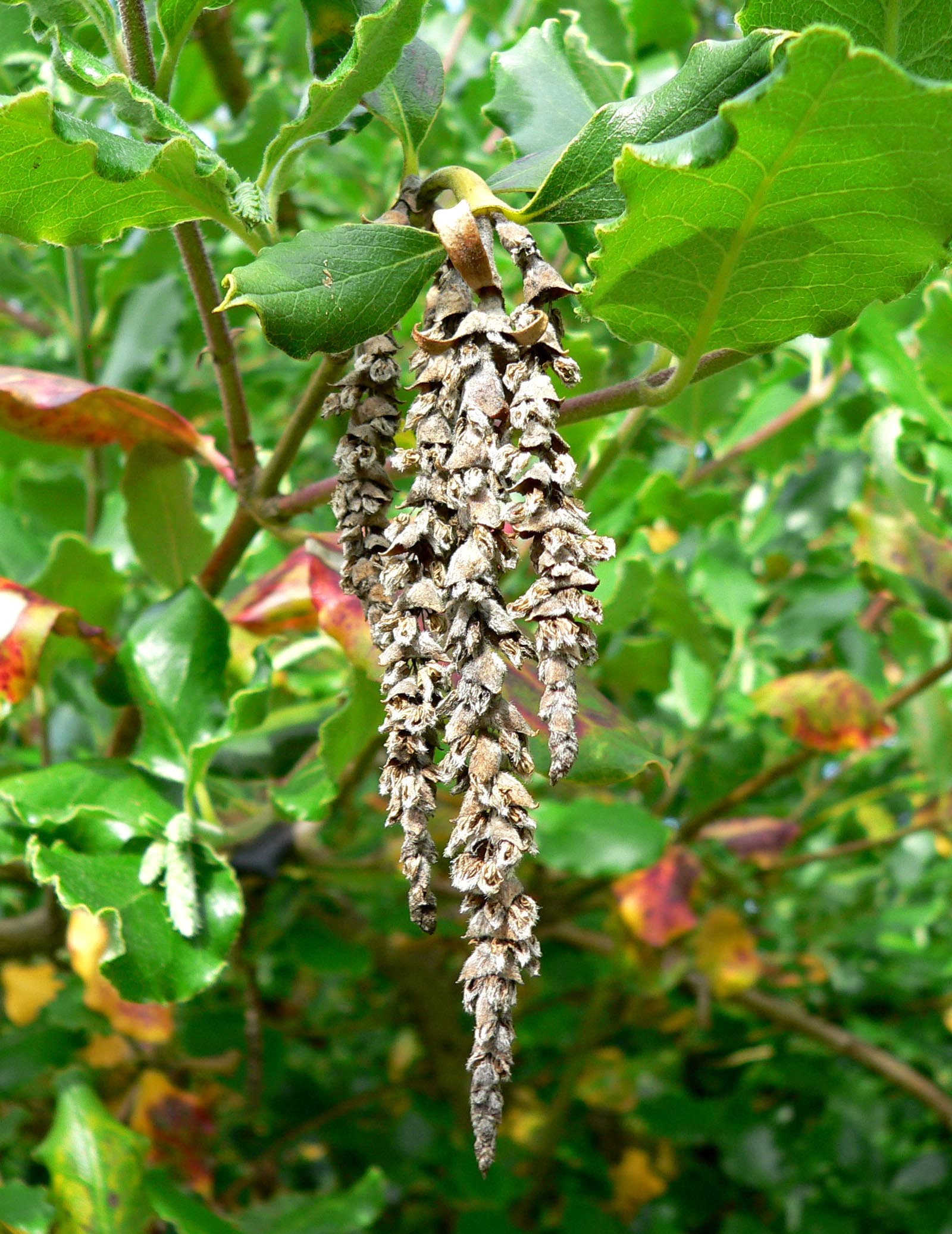
Alte Blütenstände der Sorte Garrya elliptica ‘James Roof’
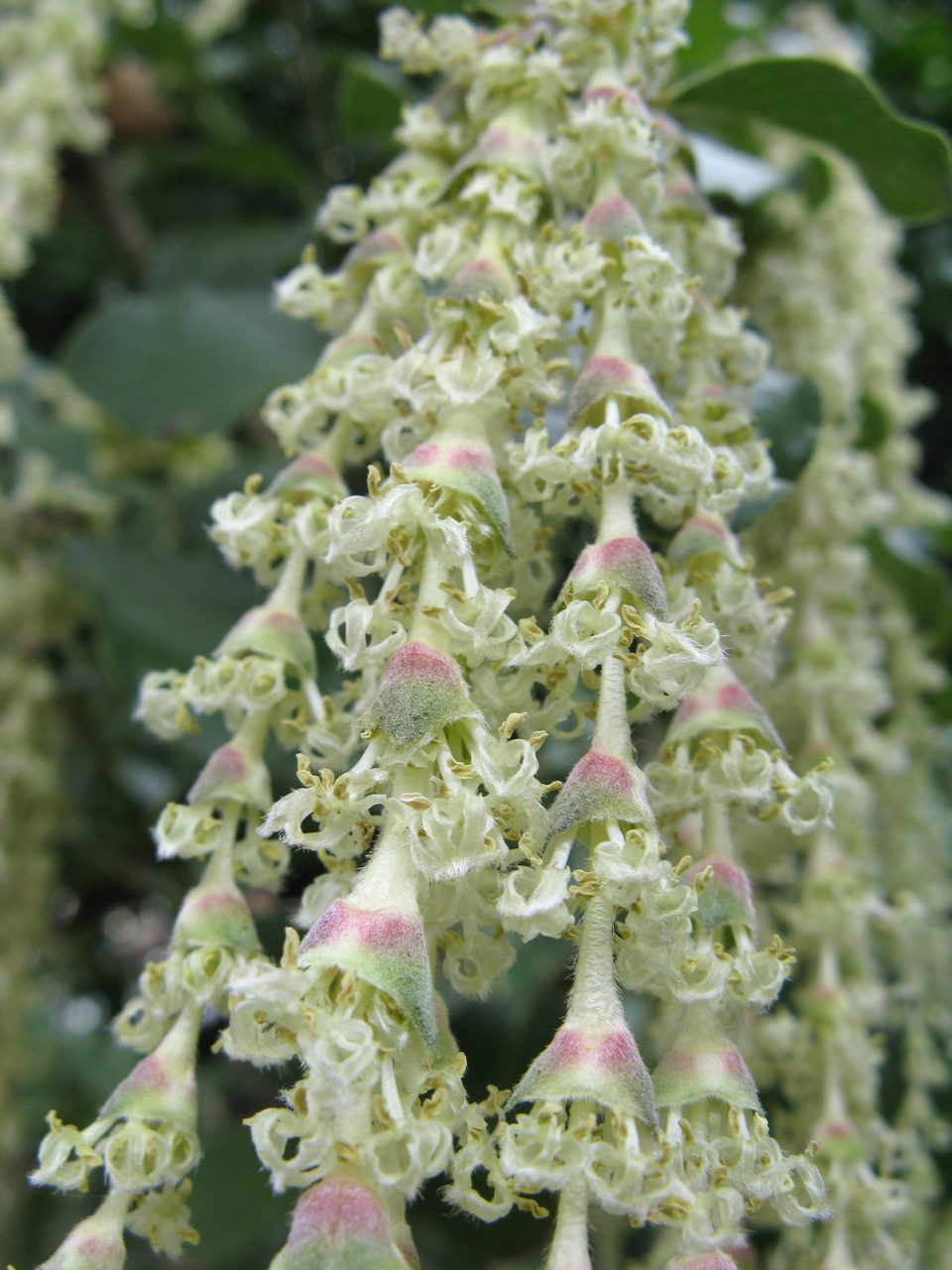
Männliche Kätzchen